# Stephanie Shiao
Stephanie Shiao (chinois : 蕭薔 ; pinyin : Xiāo Qiáng) est une actrice, mannequin, chanteuse et écrivain chinoise de Taïwan née le 13 août 1968 à Yonghe, dans le Nouveau Taipei.

## Petite enfance et éducation
Shiao est née Shiao Xiuxia (蕭秀霞) à Yonghe dans le Nouveau Taipei, Taïwan, le 13 août 1968, tandis que sa maison ancestrale à Heze, province du Shandong du nord de la Chine. Son grand-père Xiao Zhichu était un lieutenant général dans l'Armée révolutionnaire nationale de la République de Chine (ROC). Elle est diplômée de l'Université de la culture chinoise.

## Filmographie

### Film
| Année | Titre anglais           | Titre chinois | Rôle        | Remarques |
| ----- | ----------------------- | ------------- | ----------- | --------- |
| 2000  | A Matter of Time        | 新賭國仇城    | Zhang Manli |           |
| 2009  | Friendship Unto Death   | 雷橫與朱仝    | Bai Xiuying |           |
| 2010  | Illusion Apartment      | 異度公寓      | Mei Zi      |           |
| 2012  | Laugh and Cry Forbidden | 哭笑不得      | Liu Shasha  |           |
| 2016  | Fall in Love            | 愛上處女座    | Liu Xia     |           |

### Séries télévisées
| Année | Titre anglais                         | Titre chinois      | Rôle         | Remarques |
| ----- | ------------------------------------- | ------------------ | ------------ | --------- |
| 1989  | Aimer par Cœur                        | 情深無怨尤         | Lin Mulan    |           |
| 1990  | Biography of Yu Rang                  | 刺客列傳：豫讓     | Zhen Qian    |           |
| 1990  | Flying Geese                          | 雙飛雁             | Cen Peijuan  |           |
| 1990  | Phoenix from the Ashes                | 浴火鳳凰           | Ba Hongying  |           |
| 1990  |                                       | 今天不看病         | invité       |           |
| 1991  | Two Moons                             | 兩個月亮           | Zhang Xiaoru |           |
| 1991  | A Happy Hero                          | 歡樂英雄           | Zhang Ermei  |           |
| 1992  | Love Shines Upon the Star-Studded Sky | 愛在星光燦爛時     | Li Guanmei   |           |
| 1992  | Lucky Cousin                          | 表妹吉祥           |              |           |
| 1992  | Endless Love                          | 無盡的愛           |              |           |
| 1993  | A Terracotta Warrior                  | 秦俑               | Xu Yuwa      |           |
| 1993  | Lady Enforcers                        | 霸王花             |              |           |
| 1994  | Blue Lotus                            | 青蓮花             | Xu Tingting  |           |
| 1994  |                                       | 七俠五義人之太歲莊 | Yun Wenqiu   |           |
| 1995  | The Blazing Sun                       | 燃燒的太陽         | Zhao Xueman  |           |
| 1995  | Mazu Worship Guanyin                  | 媽祖拜觀音         |              |           |
| 1995  | Don't Say Love Me                     | 別說愛我           |              |           |
| 1995  | People in the Glass House             | 玻璃屋裡的人       |              |           |